# Quingey

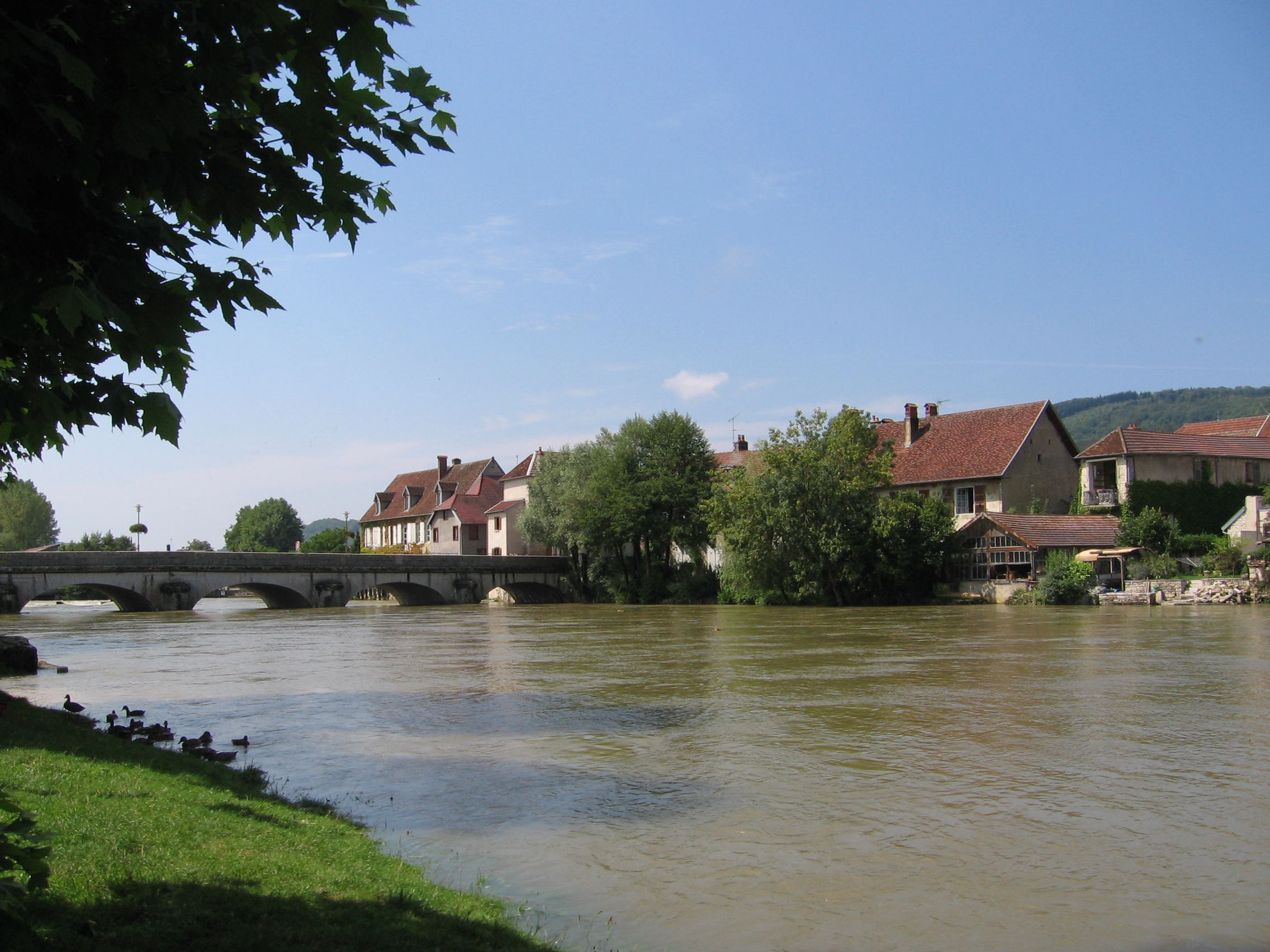
Loue, Quingey

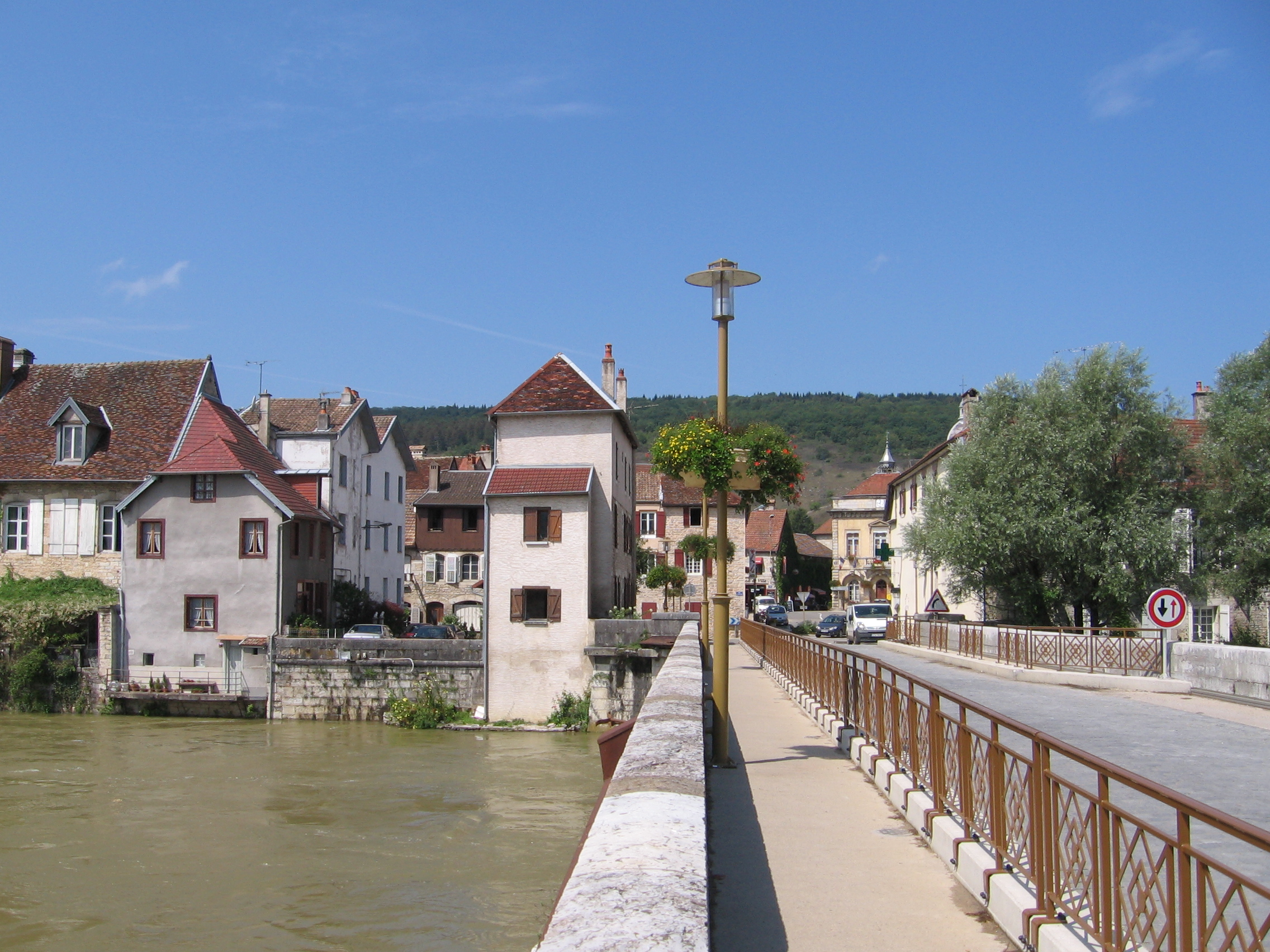
Quingey

Quingey – miejscowość i gmina we Francji, w regionie Burgundia-Franche-Comté, w departamencie Doubs.
Według danych na rok 1990 gminę zamieszkiwało 980 osób, a gęstość zaludnienia wynosiła 115 osób/km² (wśród 1786 gmin Franche-Comté Quingey plasuje się na 171. miejscu pod względem liczby ludności, natomiast pod względem powierzchni na miejscu 526.).